# Jorodnie (Bolgrado)
Jorodnie (en ucraniano: Городнє, romanizado: Horodnie) es un pueblo ucraniano perteneciente al óblast de Odesa. Situado en el suroeste del país, es parte del raión de Bolgrado y centro del municipio (hromada) homónimo.

## Toponimia
Otros nombres en idiomas de importancia local eran Orgoródnoye (en ruso: Огородное) o Chuishiya (en ucraniano: Чийшия, romanizado: Chuyshchya; en búlgaro: Чийшия en rumano: Ciişia).

## Geografía
Jorodnie se encuentra 37 km al suroeste de Bolgrado y a 200 km de Odesa, cerca de la frontera entre Ucrania y Moldavia.

## Historia
Las primeras 30 familias de colonos búlgaros de Provadia se establecieron en el lugar donde hoy se encuentra Chuishiya durante la guerra ruso-turca de 1787-1792. 
Mediante la tratado de Bucarest (1812) entre el Imperio ruso y el Imperio otomano, al final de la guerra ruso-turca de 1806-1812, Rusia ocupó el territorio oriental de Moldavia entre el Prut y el Dniéster. El pueblo fue fundado oficialmente en 1813 y en 1841 se abrió la primera escuela en el pueblo. En el verano de 1871, las autoridades zaristas abolieron los privilegios de los colonos búlgaros de Besarabia, lo que cambió la estructura administrativa de las colonias búlgaras.
La localidad pertenecía al Imperio ruso hasta 1918, pero luego pasó al reino de Rumanía con el final de la Primera Guerra Mundial dentro del condado de Cetatea Albă. 
En 1940 fue tomada por soviéticos como parte de las cláusulas del pacto Ribbentrop-Mólotov. El 14 de noviembre de 1945, el pueblo recibió el nombre de Jorodnie. En 1954, el óblast de Izmaíl fue abolido y las localidades que la componían se incluyeron en el óblast de Odesa.

## Demografía
La evolución de la población de Jorodnie entre 1930 y 2001 fue la siguiente:
| 6222                                                          | 5476 | 5104 |
| (Fuente: Cities & Towns of Ukraine y UKRAINE: Größere Städte) |      |      |

Según el censo de 2001, la lengua materna de la mayoría de los habitantes, el 93,75%, es el búlgaro; del 2,9%, el ruso; y del ucraniano, 1,49%.En el censo de 1930, el 97,88% de la población eran búlgaros, el 0,66% eran rumanos y el 0,42% eran rusos.

## Infraestructura

### Arquitectura, monumentos y lugares de interés
En el pueblo están la iglesia de Santos Pedro y Pablo (1847-1877) y un museo de historia local del pueblo.

### Transporte
La carretera territorial T-1632 conduce hasta el pueblo.

## Cultura
En el pueblo se encuentra el conjunto folklórico Izvor de la casa de cultura de Jorodnie y la orquesta folklórica Chuishiya de instrumentos folklóricos búlgaros. Desde 2018, en el pueblo se celebra el Festival Internacional de Folklore y Arte Popular "Folklore de Besarabia".